# 新疆生产建设兵团第十师一八四团
新疆生产建设兵团第十师一八四团是中华人民共和国新疆生产建设兵团第十师下辖的一个团。

## 行政区划
新疆生产建设兵团第十师一八四团下辖以下单位：
团部、一连、三连、五连、六连、八连和九连。